# At Work
At Work är en popsång av Kamera från 2003. Låten utgör sjätte spår på bandets självbetitlade debutalbum Kamera (2003) och utkom även som singel samma år.
Låten producerades av Björn Öqvist och Kamera. Som B-sida valdes "Spell on Me" och "Incomparable", vilka var tidigare outgivna. "At Work" tillbringade sex veckor på Svenska singellistan mellan den 24 april och 4 juli 2003 och låg som bäst på plats 18. Den tog sig även in på Trackslistan och låg där sex veckor mellan den 17 maj och 21 juni 2003, som bäst på plats sex.

## Låtlista
Alla låtar är skrivna av Kamera.
1. "At Work"
2. "Spell on Me"
3. "Incomparable"

### Promoversion 2003
1. "At Work"
2. "Fragile"
3. "Spell on Me"

## Listplaceringar
| Lista (2003)         | Topplacering |
| -------------------- | ------------ |
| Svenska singellistan | 18           |
| Trackslistan         | 6            |